# ميوكو اسادا
ميوكو اسادا (بالكانا:あさだ みよこ) هي مغنية وممثلة يابانية، ولدت في 15 فبراير 1956 في اليابان.

## وصلات خارجية
- ميوكو اسادا على موقع IMDb (الإنجليزية)
- ميوكو اسادا على موقع ميوزك برينز (الإنجليزية)
- ميوكو اسادا على موقع أول موفي (الإنجليزية)
- ميوكو اسادا على موقع أول ميوزيك (الإنجليزية)
- ميوكو اسادا على موقع ديسكوغز (الإنجليزية)
- ميوكو اسادا على موقع قاعدة بيانات الفيلم (الإنجليزية)
- ميوكو اسادا على موقع ANN person (الإنجليزية)